# لاري أوستين
لاري أوستين (بالإنجليزية: Larry Austin)‏ هو موزع وملحن أمريكي، ولد في 12 سبتمبر 1930 في دنكان في الولايات المتحدة، وتوفي في 30 ديسمبر 2018.

## وصلات خارجية
- لاري أوستين على موقع ميوزك برينز (الإنجليزية)
- لاري أوستين على موقع أول ميوزيك (الإنجليزية)
- لاري أوستين على موقع ديسكوغز (الإنجليزية)